# جون كاسبر
جون كاسبر (بالإنجليزية: John Casper)‏ (و. 1943 – م) هو ضابط، ورائد فضاء من الولايات المتحدة الأمريكية . ولد في غرينفيل .

## ريادة الفضاء
شارك في المهمات الفضائية:
- STS-36
- STS-62
- STS-54
- STS-77.

## التعليم
تعلم في U.S. Air Force Test Pilot School، وأكاديمية سلاح الجو الأمريكي

## الخدمة العسكرية
خدم في القوات الجوية الأمريكية.

## جوائز
حصل على جوائز منها:
- جائزة الشجاعة طيران
- وسام الجو
- وسام "العمل الشجاع في الحرب الوطنية العظمى 1941-1945
- وسام الاستحقاق.